# فریسکو جنی
فریسکو جنی (انگلیسی: Frisco Jenny) فیلمی آمریکایی در سبک درام به کارگردانی ویلیام ولمن است که در سال ۱۹۳۲ منتشر شد.

## بازیگران
- روت چترتن
- لوئیس کالهرن
- ویلیام ولمن
- برتون چرچیل
- دونالد کوک
- ادوین ماکسول
- گرترود آستور
- هلن جروم ادی
- جی. کارول نایش
- جیمز مورای
- جو بوردو
- نلا واکر
- رابرت وارویک
- ویلارد رابرتسن
- فلورنس لیک
- فرانک مک‌گلین
- لی فلپس